# Sara-Lena Bjälkö
Sara-Lena Caroline Bjälkö (nascida a 23 de fevereiro de 1976) é uma política sueca e membro dos Democratas Suecos (DS) que serve no Riksdag desde 2014.
Bjälkö trabalhou como enfermeira antes da sua carreira política. Ela foi eleita para o Riksdag em 2014 pelos Democratas Suecos em representação do círculo eleitoral do condado de Örebro. Ela também serviu como presidente do capítulo local do DS em Falkenberg. Em 2018, Bjälkö envolveu-se num incidente no qual o autocarro em que viajava foi baleado por um carro que passava.